# Emilie
Emilie, es el cuarto episodio de la segunda temporada de la serie The Musketeers, emitido el 30 de enero del 2015.

## Historia
Los mosqueteros deben investigar a Emilie de Duras, una mujer que afirma tener visiones enviadas por Dios, las cuales le enseñan cómo conducir a miles de seguidores en una guerra contra España. Cuando las visiones de Emilie descencadenan disturbios, Aramis es enviado para infiltrarse en el campamento, descubrir lo que sucede y desacreditar a Emilie, antes de que envíe a Francia a una guerra inoportuna con España.

## Elenco

### Personajes principales
| Actor             | Personaje                 |
| ----------------- | ------------------------- |
| Santiago Cabrera  | Aramis                    |
| Alexandra Dowling | Reina Anne de Austria     |
| Tamla Kari        | Constance Bonacieux       |
| Howard Charles    | Porthos                   |
| Tom Burke         | Athos                     |
| Luke Pasqualino   | D'Artagnan                |
| Hugo Speer        | Capitán Treville          |
| Maimie McCoy      | Milady de Winter          |
| Marc Warren       | Comte de Rochefort        |
| Ryan Gage         | Rey Louis XIII de Francia |

### Personajes secundarios
| Actor            | Personaje        |
| ---------------- | ---------------- |
| Emma Lowndes     | Emilie de Duras  |
| Ellie Haddington | Josette de Duras |
| Charles Venn     | Raymond          |
| Oliver Rix       | Navas            |
| Will Keen        | Fernando Perales |
| Ed Stoppard      | Doctor Lemay     |
| John Harding     | Allard           |
| Charlotte Salt   | Marguerite       |
| Celeste Dodwell  | Acompañante      |
| Laura Hobson     | Mujer Campesina  |